# Narodna odbrana
Narodna odbrana je bila srpska nacionalistička organizacija koja je osnovana 1908. godine (u doba Aneksijske krize) u cilju pripajanja Bosne i Hercegovine Srbiji. Ova organizacija je iz Kraljevine Srbije u Bosnu slala četničke odrede, radi borbe protiv Austro-Ugarske.
Da bi postigla svoje ciljeve, narodna obrana širila je propagandu i organizirala paravojne postrojbe.
U doba Balkanskih ratova preko ove organizacije su organizirani srpski dragovoljci za borbe za Makedoniju.

## Ideologija
Godine 1911., objavljuje pamflet pod nazivom Narodna odbrana Izdanje Središnog odbora Narodne odbrane, 
usmjerena na šest glavnih točaka:
1. Podizanje, nadahnjuje, te nacionalnih osjećanja.
2. Prijavljivanje i regrutacija dragovoljaca.
3. Stvaranje jedinica dobrovoljaca i njihovo pripremanje za oružani sukob.
4. Prikupljanje dobrovoljnih priloga, uključujući novac i druge stvari neophodne za ostvarenje svojih zadataka.
5. Organizacija, oprema i obuka specijalnih revolucionarnih grupa (Komita), namijenjeno za posebne i nezavisne vojne akcije.
6. Razvijanje aktivnosti za obranu srpskog naroda u svim drugim pravcima.

Centralni komitet Narodne odbrane nalazio se u Beogradu.

## Djelovanje
U jesen 1912., balkanskim ratom je Makedonija podijeljena između susjednih država Srbije (Vardarska Makedonija), Bugarske (Pirinska Makedonija) i Grčke (Egejska Makedonija). 
Nakon zauzimanja vardarske Makedonije, vršen je pritisak na makedonsko stanovništvo da se izjašnjavaju kao Srbi. Oni koji su to odbijali su premlaćivani i mučeni. Prema Izjveštaju međunarodne komisije o Balkanskim ratovima, pripadnici Narodne odbrane su počinili teške ratne zločine nad civilnim stanovništvom. U Skoplju se nalazio centralni komitet "narodne odbrane", a skopsko stanovništvo je njihovu centralu nazivalo "crna kuća", po zlokobnoj tajnoj organizaciji "crna ruka" koja je stajala iza njih. U "crnu kuću" su nelojalni pojedinci odvođeni i premlaćivani.